# 신한은행 프로리그 08-09
신한은행 프로리그 08-09 (Shinhan Bank Proleague 08-09)는 프로리그의 13번째 시즌이고 통합리그로는 5번째로 치러지는 프로리그이며 신한은행의 스폰서로 치러지는 3번째 프로리그이다. 추춘제(하반기 시작 ~ 내년 상반기에 종료하는 방식) 체제로 진행되는 첫 시즌이다.
2008년 10월 4일 개막하여 1년에 가까운 대장정을 펼쳤다, 특히 프로리그 최초의 승자연전방식 경기 도입, 포스트 시즌 다전제 실시, 팀플레이 폐지등으로 리그 방식의 변화를 주었다 특히 전기,후기, 통합챔피언전없이 1년에 가까운 일정으로 5라운드 단일리그 체제로 운영되었으며, 리그 기간도 상반기에 시작해 하반기 끝나는 것이 아닌 하반기에 시작해서 내년 상반기에 끝나는 방식으로 바뀌었다 그리고 공식맵의 선정, 수정및 교체를 담당할 공식맵 선정회의가 설치되는 등 리그 운영 체계의 변화가 많았던 리그이다.

## 중계
- 중계 방식은 2008년과 동일
- 위너스 리그 결승은 MBC 게임이 주관
- 6강 PO - 양방송사 동시생중계
  - 3vs6위 6강 P.O 1차전 온게임넷 주관 / 2차전 MBC게임 주관(단판에이스 결정전까지 주관)
  - 4vs5위 6강 P.O 1차전 MBC게임 주관 / 2차전 온게임넷 주관(           "           )
  - 준P.O - 1,2차전 - 온게임넷 주관
  - P.O - 1,2차전 -MBC게임 주관
- 결승전 - 온게임넷 주관

## 리그개요

2009년 8월 7일 열린 신한은행 프로리그 08,09 결승전 경기의 모습

- 리그기간 : 2008년 10월 4일 ~ 2009년 8월 8일
  - 1Round : 2008년 10월 4일 ~ 2008년 11월 5일
  - 2Round : 2008년 11월 9일 ~ 2009년 1월 14일
  - 3Round : 2009년 1월 17일 ~ 2009년 3월 9일 → [3라운드는 승자연전방식]
  - 4Round : 2009년 4월 11일 ~ 2009년 5월 25일
  - 5Round : 2009년 5월 30일 ~ 2009년 7월 13일
- 위너스리그 포스트시즌 일정 : 2009년 3월 15일 ~ 2009년 3월 28일
- 포스트시즌 일정 : 2009년 7월 18일 ~ 2009년 8월 8일
- 올스타전 일정 : 2009년 9월 29일
- 리그방식
  - 정규리그
    - 연간 5라운드 단일리그 도입으로 팀플전이 폐지되고 개인전만 진행한다.
    - 엔트리 예고제 유지한다.(단, 3Round는 선봉 선수만 공개한다.)
    - 로스터 인원이 기존의 15명에서 12명으로 축소되었다.
    - 종족 별 의무출전규정 신설되었다.(저그, 테란, 프로토스 각각 1명씩 배치, 단, 3Round는 제외된다.)
    - 5Round 5전 3선승제(3Round는 7전 4선승제 승자연전방식을 사용한다.)

  - 포스트 시즌
    - 3라운드(위너스리그)는 포스트시즌은 4강 스텝토너먼트로 7전 4선승제 승자연전방식으로 진행한다.
    - 6강 플레이오프 : 7전 4선승제로 진행되며, 2차전에서 동률이 되면, 단판에이스 결정전으로 승부를 가린다.
- 특이사항
  - 프로리그 최초 단일리그(대한민국 프로경기 6번째 단일리그)
  - 추춘제 방식으로 치루는 첫 번째 시즌
  - 과거의 공식맵인 네오 레퀴엠, 레이드 어설트2 재사용됨(레이드 어설트2는 29일부터 러시아워3로 교체)
  - 2Round에서 KTF 매직엔스가 프로게임단 통산 최초 100승 달성 (vs 웅진 스타즈)
  - 삼성전자 칸, 위너스리그에서 프로게임단 통산 2번째로 100승 달성 (vs 이스트로)
  - SK텔레콤 T1, 프로게임단 3번째로 100승 달성 (vs STX Soul)
  - 팀리그 방식 결승전 사상 최초로 역올킬 발생(조병세)
  - 한빛 스타즈가 웅진그룹에 인수되어 '웅진 스타즈'로 재창단
  - 박정석, 프로리그 최초 100승 달성(vs 박지수)
  - 4Round 맵인 배틀로얄이 네오위즈컵 프로리그의 Another Day맵 이후 밸런스 붕괴로 5Round 황혼의 그림자로 교체
  - 감독들의 100승 달성[조규남(vs 르까프 OZ), 이명근 (vs KTF 매직엔스), 김가을 (vs 이스트로), 조정웅 (vs 공군 ACE), 이재균 (vs 공군 ACE), 김은동 (vs 이스트로)]
  - 이제동, 프로리그 통산 2번째로 100승 기록달성 및 역대 최소경기(143경기), 최단기간(1129일) 100승도 동시에 달성
  - 이제동, 프로리그 시즌 최초 50승 달성
  - 이영호, 프로리그 시즌 테란 최초로 50승 달성
  - 김택용, 프로리그 시즌 프로토스 최초로 50승 달성
  - 6강 플레이오프 첫 성공
  - 6강 플레이오프 최초 다전제 실시
  - 광안리 결승전 1차전 입장 관객 추산 수 : 약 5천명 (사상 최저)
  - 광안리 결승전 2차전 입장 관객 추산 수 : 약 4만명
- 결승전 초대가수:(1차전):노브레인,(2차전):아이유

## 08-09시즌 결과
| 보기 | 보기                           |
| ---- | ------------------------------ |
|      | 우승                           |
|      | 준우승                         |
|      | 플레이오프                     |
|      | 준플레이오프                   |
|      | 6강 플레이오프                 |
|      | 포스트시즌 결승 진출           |
|      | 포스트시즌 플레이오프 진출     |
|      | 포스트시즌 6강 플레이오프 진출 |
|      | 포스트시즌 탈락                |

| 순위 | 팀                | 승패     | 승점 | 세트득실 | 벌점 | 포스트시즌 결과      |
| ---- | ----------------- | -------- | ---- | -------- | ---- | -------------------- |
| 1    | SK텔레콤 T1       | 35승20패 | 36   | 145/109  | 0    | 우승                 |
| 2    | 르까프 OZ         | 35승20패 | 31   | 134/103  | 0    | 준우승               |
| 3    | STX SouL          | 33승22패 | 34   | 143/109  | 0    | 6강 플레이오프 (5위) |
| 4    | 온게임넷 스파키즈 | 33승22패 | 22   | 141/119  | 0    | 6강 플레이오프 (6위) |
| 5    | CJ 엔투스         | 31승24패 | 22   | 130/108  | 0    | 플레이오프 (3위)     |
| 6    | 삼성전자 칸       | 30승25패 | 3    | 129/126  | 0    | 준플레이오프 (4위)   |
| 7    | KTF 매직엔스      | 29승26패 | 1    | 126/123  | 2    | 진출 실패            |
| 8    | 웅진 스타즈       | 27승28패 | -9   | 117/126  | 0    | 진출 실패            |
| 9    | MBC게임 히어로    | 26승29패 | -12  | 118/130  | 0    | 진출 실패            |
| 10   | 이스트로          | 21승34패 | -17  | 120/137  | 0    | 진출 실패            |
| 11   | 위메이드 폭스     | 21승34패 | -36  | 105/140  | 1    | 진출 실패            |
| 12   | 공군 ACE          | 9승46패  | -79  | 80/158   | 1    | 진출 실패            |

## 포스트 시즌
|  | 6강 플레이오프 | 6강 플레이오프    | 6강 플레이오프 |   |             | 준플레이오프 | 준플레이오프 | 준플레이오프 |   |             | 플레이오프 | 플레이오프 | 플레이오프 |  |  | 챔피언 결정전 | 챔피언 결정전 | 챔피언 결정전 |  |
|  |                |                   |                |   |             |              |              |              |   |             |            |            |            |  |  |               |               |               |  |
|  |                |                   |                |   |             | 2            | 화승 OZ      |              |   |             |            |            |            |  |  |               |               |               |  |
|  |                |                   |                |   |             |              |              |              |   |             |            |            |            |  |  |               |               |               |  |
|  | 3              | STX SouL          | 1              |   |             |              |              | 화승 OZ      | 2 |             |            |            |            |  |  |               |               |               |  |
|  | 3              | STX SouL          | 1              |   |             |              |              | 화승 OZ      | 2 |             |            |            |            |  |  |               |               |               |  |
|  | 6              | 삼성전자 칸       | 2              |   |             |              |              | CJ 엔투스    | 1 |             |            |            |            |  |  |               |               |               |  |
|  | 6              | 삼성전자 칸       | 2              |   | 삼성전자 칸 | 1            |              | CJ 엔투스    | 1 |             | 화승 OZ    | 0          |            |  |  |               |               |               |  |
|  |                |                   |                |   | 삼성전자 칸 | 1            |              |              |   |             | 화승 OZ    | 0          |            |  |  |               |               |               |  |
|  |                |                   | CJ 엔투스      | 2 |             |              |              | SK텔레콤 T1  | 2 |             |            |            |            |  |  |               |               |               |  |
|  | 4              | 온게임넷 스파키즈 | CJ 엔투스      | 2 | 1           |              | 1            | SK텔레콤 T1  | 2 | SK텔레콤 T1 |            |            |            |  |  |               |               |               |  |
|  | 4              | 온게임넷 스파키즈 |                |   | 1           |              | 1            |              |   | SK텔레콤 T1 |            |            |            |  |  |               |               |               |  |
|  | 5              | CJ 엔투스         | 2              |   |             |              |              |              |   |             |            |            |            |  |  |               |               |               |  |
|  |                |                   |                |   |             |              |              |              |   |             |            |            |            |  |  |               |               |               |  |

- 일정 : 6강 플레이오프 - 2009년 7월 18일 ~ 2009년 7월 19일, 준플레이오프 - 2009년 7월 25일 ~ 2009년 7월 26일, 플레이오프 - 2009년 8월 1일 ~ 2009년 8월 2일, 결승전 - 2009년 8월 7일 ~ 2009년 8월 8일

### 6강 플레이오프 A조
1차전
| 2009년 7월 18일 오후 1시(KST) |       |                              |                |
| STX SouL (정규시즌 3위팀)     | 3 : 4 | 삼성전자 칸 (정규시즌 6위팀) | 용산상설경기장 |

| 순 | 선수      | 맵            | 선수      |
| -- | --------- | ------------- | --------- |
| 1  | 조일장 패 | 단장의 능선   | 승 차명환 |
| 2  | 김구현 패 | 네오 메두사   | 승 허영무 |
| 3  | 김성현 승 | 황혼의 그림자 | 패 송병구 |
| 4  | 김윤환 승 | 신 청풍명월   | 패 이성은 |
| 5  | 이신형 승 | 아웃사이더    | 패 유준희 |
| 6  | 김윤중 패 | Destination   | 승 박동수 |
| 7  | 김윤환 패 | Andromeda     | 승 차명환 |

- 주관 : MBC게임

2차전
| 2009년 7월 19일 오후 1시(KST) |       |                              |                                |
| STX SouL (정규시즌 3위팀)     | 4 : 1 | 삼성전자 칸 (정규시즌 6위팀) | 문래동 LOOX MBC게임 히어로센터 |

| 순 | 선수      | 맵            | 선수      |
| -- | --------- | ------------- | --------- |
| 1  | 김윤환 승 | 아웃사이더    | 패 유준희 |
| 2  | 진영수 승 | 신 청풍명월   | 패 이성은 |
| 3  | 김구현 승 | Destination   | 패 최윤선 |
| 4  | 김현우 패 | Andromeda     | 승 송병구 |
| 5  | 조일장 승 | 네오 메두사   | 패 허영무 |
| 6  | －        | 단장의 능선   | －        |
| 7  | －        | 황혼의 그림자 | －        |

최종전
| 2009년 7월 19일 오후 1시(KST) |       |                              |                                |
| STX SouL (정규시즌 3위팀)     | 0 : 1 | 삼성전자 칸 (정규시즌 6위팀) | 문래동 LOOX MBC게임 히어로센터 |

| 순 | 선수      | 맵        | 선수      |
| -- | --------- | --------- | --------- |
| 1  | 김윤환 패 | 콜로세움2 | 승 허영무 |

- 주관 : 온게임넷

### 6강 플레이오프 B조
1차전
| 2009년 7월 18일 오후 1시(KST)      |       |                            |                                |
| 온게임넷 스파키즈 (정규시즌 4위팀) | 3 : 4 | CJ 엔투스 (정규시즌 5위팀) | 문래동 LOOX MBC게임 히어로센터 |

| 순 | 선수      | 맵            | 선수      |
| -- | --------- | ------------- | --------- |
| 1  | 김창희 패 | 신 청풍명월   | 승 변형태 |
| 2  | 이경민 승 | Destination   | 패 진영화 |
| 3  | 박명수 승 | 단장의 능선   | 패 김정우 |
| 4  | 원종서 패 | Andromeda     | 승 한상봉 |
| 5  | 신상문 패 | 황혼의 그림자 | 승 조병세 |
| 6  | 문성진 승 | 네오 메두사   | 패 마재윤 |
| 7  | 신상문 패 | 콜로세움2     | 승 진영화 |

- 주관 : MBC게임

2차전
| 2009년 7월 19일 오후 1시(KST)      |       |                            |                |
| 온게임넷 스파키즈 (정규시즌 4위팀) | 4 : 2 | CJ 엔투스 (정규시즌 5위팀) | 용산상설경기장 |

| 순 | 선수      | 맵            | 선수      |
| -- | --------- | ------------- | --------- |
| 1  | 문성진 패 | 네오 메두사   | 승 김정우 |
| 2  | 이경민 승 | 콜로세움2     | 패 손재범 |
| 3  | 김창희 승 | 신 청풍명월   | 패 변형태 |
| 4  | 신상문 패 | 황혼의 그림자 | 승 조병세 |
| 5  | 박명수 승 | Destination   | 패 한상봉 |
| 6  | 원종서 승 | 단장의 능선   | 패 진영화 |
| 7  | －        | Andromeda     | －        |

최종전
| 2009년 7월 19일 오후 1시(KST)    |       |                            |                |
| 하이트 스파키즈 (정규시즌 4위팀) | 0 : 1 | CJ 엔투스 (정규시즌 5위팀) | 용산상설경기장 |

| 순 | 선수      | 맵        | 선수      |
| -- | --------- | --------- | --------- |
| 1  | 박명수 패 | Andromeda | 승 김정우 |

- 주관 : 온게임넷

### 준플레이오프
1차전
| 2009년 7월 25일 오후 1시(KST) |       |                         |                |
| 삼성전자 칸 (6강 승리팀1)     | 4 : 2 | CJ 엔투스 (6강 승리팀2) | 용산상설경기장 |

| 순 | 선수      | 맵            | 선수      |
| -- | --------- | ------------- | --------- |
| 1  | 주영달 승 | Andromeda     | 패 변형태 |
| 2  | 차명환 패 | Destination   | 승 조병세 |
| 3  | 이성은 패 | 신 청풍명월   | 승 김정우 |
| 4  | 박동수 승 | 네오 메두사   | 패 한상봉 |
| 5  | 허영무 승 | 단장의 능선   | 패 진영화 |
| 6  | 송병구 승 | 황혼의 그림자 | 패 박영민 |
| 7  | －        | 아웃사이더    | －        |

2차전
| 2009년 7월 26일 오후 1시(KST) |       |                         |                |
| 삼성전자 칸 (6강 승리팀1)     | 3 : 4 | CJ 엔투스 (6강 승리팀2) | 용산상설경기장 |

| 순 | 선수      | 맵            | 선수      |
| -- | --------- | ------------- | --------- |
| 1  | 송병구 승 | 황혼의 그림자 | 패 조병세 |
| 2  | 박동수 승 | 네오 메두사   | 패 한상봉 |
| 3  | 차명환 패 | 단장의 능선   | 승 김정우 |
| 4  | 허영무 승 | Destination   | 패 박영민 |
| 5  | 이성은 패 | 신 청풍명월   | 승 변형태 |
| 6  | 유준희 패 | Andromeda     | 승 진영화 |
| 7  | 차명환 패 | 아웃사이더    | 승 김정우 |

최종전
| 2009년 7월 26일 오후 1시(KST) |       |                         |                |
| 삼성전자 칸 (6강 승리팀1)     | 0 : 1 | CJ 엔투스 (6강 승리팀2) | 용산상설경기장 |

| 순 | 선수      | 맵         | 선수      |
| -- | --------- | ---------- | --------- |
| 1  | 송병구 패 | 아웃사이더 | 승 김정우 |

- 주관 : 온게임넷

### 플레이오프
1차전
| 2009년 8월 1일 오후 1시(KST) |       |                                 |                                |
| 화승 OZ (정규시즌 2위팀)     | 4 : 1 | CJ 엔투스 (준플레이오프 승리팀) | 문래동 LOOX MBC게임 히어로센터 |

| 순 | 선수      | 맵            | 선수      |
| -- | --------- | ------------- | --------- |
| 1  | 손주흥 패 | Destination   | 승 조병세 |
| 2  | 이제동 승 | 네오 메두사   | 패 김정우 |
| 3  | 구성훈 승 | 콜로세움2     | 패 진영화 |
| 4  | 김태균 승 | 황혼의 그림자 | 패 변형태 |
| 5  | 손찬웅 승 | 단장의 능선   | 패 장윤철 |
| 6  | 박준오 － | 신의 정원     | － 한상봉 |
| 7  | －        | 신 청풍명월   | －        |

2차전
| 2009년 8월 2일 오후 1시(KST) |       |                                 |                                |
| 화승 OZ (정규시즌 2위팀)     | 0 : 4 | CJ 엔투스 (준플레이오프 승리팀) | 문래동 LOOX MBC게임 히어로센터 |

| 순 | 선수      | 맵            | 선수      |
| -- | --------- | ------------- | --------- |
| 1  | 구성훈 패 | Destination   | 승 조병세 |
| 2  | 노영훈 패 | 콜로세움2     | 승 진영화 |
| 3  | 손주흥 패 | 황혼의 그림자 | 승 변형태 |
| 4  | 이제동 패 | 신의 정원     | 승 권수현 |
| 5  | 김경모 － | 네오 메두사   | － 김정우 |
| 6  | 손찬웅 － | 단장의 능선   | － 한상봉 |
| 7  | －        | 신 청풍명월   | －        |

최종전
| 2009년 8월 2일 오후 1시(KST) |       |                                 |                                |
| 르까프 OZ (정규시즌 2위팀)   | 1 : 0 | CJ 엔투스 (준플레이오프 승리팀) | 문래동 LOOX MBC게임 히어로센터 |

| 순 | 선수      | 맵          | 선수      |
| -- | --------- | ----------- | --------- |
| 1  | 이제동 승 | 네오 메두사 | 패 김정우 |

- 주관 : MBC게임

### 챔피언 결정전
1차전
| 2009년 8월 7일 오후 1시(KST)  |       |                             |                 |
| SK 텔레콤 T1 (정규시즌 1위팀) | 4 : 0 | 화승 OZ (플레이오프 승리팀) | 광안리 해수욕장 |

| 순 | 선수      | 맵            | 선수      |
| -- | --------- | ------------- | --------- |
| 1  | 정명훈 승 | 아웃사이더    | 패 이제동 |
| 2  | 고인규 승 | 황혼의 그림자 | 패 손주흥 |
| 3  | 박재혁 승 | 네오 메두사   | 패 김경모 |
| 4  | 도재욱 승 | 콜로세움2     | 패 손찬웅 |
| 5  | 정영철 － | 신의 정원     | － 박준오 |
| 6  | 김택용 － | 단장의 능선   | － 구성훈 |
| 7  | －        | 신 청풍명월   | －        |

2차전
| 2009년 8월 8일 오후 1시(KST)  |       |                             |                 |
| SK 텔레콤 T1 (정규시즌 1위팀) | 4 : 3 | 화승 OZ (플레이오프 승리팀) | 광안리 해수욕장 |

| 순 | 선수      | 맵            | 선수      |
| -- | --------- | ------------- | --------- |
| 1  | 김택용 승 | 단장의 능선   | 패 김태균 |
| 2  | 박재혁 승 | 아웃사이더    | 패 이제동 |
| 3  | 고인규 패 | Destination   | 승 손찬웅 |
| 4  | 정영철 패 | 신의 정원     | 승 박준오 |
| 5  | 정명훈 승 | 신 청풍명월   | 패 구성훈 |
| 6  | 도재욱 패 | 황혼의 그림자 | 승 손주흥 |
| 7  | 정명훈 승 | 네오 메두사   | 패 이제동 |

- 주관 : 온게임넷

| 신한은행 프로리그 08-09 우승 |
| ---------------------------- |
| SK 텔레콤 T1 (통산 5회 우승) |

## 대회 결과
위너스리그 08-09
- 우승 : CJ 엔투스, 준우승 : 화승 OZ, 3위 : KTF 매직엔스, 4위 : SK텔레콤 T1

08-09 최종결과
- 우승 : SK텔레콤 T1, 준우승 : 화승 OZ, 3위 : CJ 엔투스, 4위 : 삼성전자 칸, 5위 : STX SouL, 6위 :온게임넷 스파키즈

## 기록

### 위너스리그
| 순위 | 팀                | 경기수 | 올킬수 | 피올킬수 |
| ---- | ----------------- | ------ | ------ | -------- |
| 1    | 화승 OZ           | 11     | 3      | 2        |
| 2    | SK텔레콤 T1       | 11     | 2      | 0        |
| 3    | STX SouL          | 11     | 2      | 1        |
| 3    | MBC게임 히어로    | 11     | 2      | 1        |
| 5    | 온게임넷 스파키즈 | 11     | 2      | 2        |
| 6    | 웅진 스타즈       | 11     | 1      | 0        |
| 7    | CJ 엔투스         | 11     | 1      | 1        |
| 8    | KTF 매직엔스      | 11     | 1      | 2        |
| 9    | 이스트로          | 11     | 0      | 0        |
| 10   | 삼성전자 칸       | 11     | 0      | 2        |
| 10   | 위메이드 폭스     | 11     | 0      | 2        |
| 12   | 공군 ACE          | 11     | 0      | 4        |

| 순위 | 선수 이름 | 팀             | 경기수 | 개인승 | 개인패 | 승률 |
| ---- | --------- | -------------- | ------ | ------ | ------ | ---- |
| 1    | 김택용(P) | SK텔레콤 T1    | 26     | 20     | 6      |      |
| 2    | 이영호(T) | KTF 매직엔스   | 22     | 18     | 4      |      |
| 3    | 구성훈(T) | 화승 OZ        | 25     | 17     | 8      |      |
| 4    | 신대근(Z) | 이스트로       | 25     | 16     | 9      |      |
| 5    | 이제동(Z) | 화승 OZ        | 19     | 15     | 4      |      |
| 6    | 이재호(T) | MBC게임 히어로 | 19     | 13     | 6      |      |
| 7    | 박명수(Z) | 온게임넷       | 17     | 12     | 5      |      |
| 8    | 윤용태(P) | 웅진 스타즈    | 18     | 12     | 6      |      |
| 9    | 허영무(P) | 삼성전자 칸    | 18     | 12     | 6      |      |
| 10   | 오영종(P) | 공군 ACE       | 20     | 11     | 9      |      |